# Gustaw Oscar Montelius
Oscar Montelius (Gustaw Oscar Augustin Montelius; ur. 9 września 1843 w Sztokholmie, zm. 4 listopada 1921 tamże) – szwedzki profesor, przyrodnik i archeolog, generalny kurator muzeum historycznego w Sztokholmie.
W ostatnim ćwierćwieczu XIX wieku dokonał podziału neolitu, epoki brązu i żelaza w Europie na okresy na podstawie zabytków pochodzących ze znalezisk zwartych (siekierki, miecze, zapinki, naczynia z brązu). Stworzony system uważał za obowiązujący w całej Europie. Jednocześnie odrzucał pogląd, że wszystkie części kontynentu osiągnęły ten sam poziom cywilizacyjny, zwracał też dużą uwagę na regionalizm poszczególnych obszarów. Udowodnił, że nie wszystkie linie rozwojowe zabytków przebiegają jednotorowo. Periodyzacja Monteliusa szybko rozpowszechniła się w nauce skandynawskiej i niemieckiej. W 1898 otrzymał Pour le Mérite za Naukę i Sztukę.